# Selaginella sakurai
Selaginella sakurai là một loài dương xỉ trong họ Selaginellaceae. Loài này được H.A. Mill. mô tả khoa học đầu tiên năm 1967.
Danh pháp khoa học của loài này chưa được làm sáng tỏ. 